# Rose Christiane Raponda
Rose Christiane Raponda (Libreville, 30 giugno 1963) è una politica gabonese, Vicepresidente dal 9 gennaio 2023 e prima donna a ricoprire questo ruolo nel paese.
In precedenza ha ricoperto la carica di primo ministro, poi sindaco di Libreville e in seguito di ministro della Difesa del paese da febbraio 2019 a luglio 2020.

## Primi anni
Raponda è nata nel 1964 a Libreville, la capitale del Gabon, da una famiglia di etnia Mpongwe. Raponda ha poi conseguito una laurea in economia e finanza pubblica presso l'Istituto Gabon di Economia e Finanza.

## Carriera
Raponda ha lavorato come Direttrice Generale dell'Economia e Vice Direttrice Generale della Housing Bank of Gabon. È stata ministro del bilancio e delle finanze pubbliche da febbraio 2012 a gennaio 2014. Raponda è stata eletta sindaco della capitale il 26 gennaio 2014, per rappresentare il Partito Democratico del Gabon, attualmente al potere. È diventata anche la prima Presidente dell'Unione delle città e dei governi locali.
Il 12 febbraio 2019, Raponda è stata nominata ministra della Difesa del Gabon dal presidente Ali Bongo Ondimba dopo il fallito colpo di stato del gennaio 2019 ai suoi danni. Va comunque ricordato come Raponda abbia sostituito Etienne Massard Kabinda Makaga, un membro della famiglia Bongo, che ricopriva la carica dal 2016.
Il 16 luglio 2020, Raponda è stata nominata Prima Ministra del Gabon, dopo le dimissioni del suo predecessore Julien Nkoghe Bekale. Durante il suo governo si stanno verificando 2 importanti crisi, una sanitaria ed una economica, entrambe dovute alla pandemia di COVID-19 e al calo del prezzo del petrolio, una delle principali risorse del Paese.